# 多脉猫乳
多脉猫乳（学名：Rhamnella martinii）为鼠李科猫乳属下的一个种。

## 扩展阅读
- 維基物種上的相關：多脉猫乳